# 193-й отдельный танковый батальон
193-й отдельный танковый батальон — воинская часть Вооруженных Сил СССР в Великой Отечественной войне.

## История
Батальон сформирован в начале 1942 года. На вооружении батальона состояли танки КВ-1 и Т-34
В действующей армии с 25 марта 1942 года по 10 декабря 1942 года.
В марте 1942 года передан в состав 52-й армии. По некоторым сведениям 12 танков из состава батальона вступили в бой уже 24 марта 1942 года (на день раньше, чем указано в Перечне № 29), поддерживая 376-ю стрелковую дивизию, которая атаковала с востока замкнувшееся 19 марта 1942 года кольцо окружения у Мясного Бора. Объединёнными усилиями советские войска продвинулись на расстояние около 4 километров, но в этот же день коридор был вновь перерезан. С 25 марта по 28 марта 1942 года танки батальона снова ведут бои за коридор и в конечном итоге коммуникации 2-й ударной армии были восстановлены.
Со 2 апреля 1942 года 10 танков из состава батальона вошли в оперативную группу вместе с 1218-м стрелковым полком 19-й гвардейской дивизии, 1000-м стрелковым полком 305-й дивизии и 1347-м полком 225-й дивизии. В задачу группы входило наступление на Крутик, Копцы, Заполье и развитие наступления на Тютицы и Подберезье, с целью расширения коридора ко 2-й ударной армии и создания условий для наступления на Новгород с севера. Однако срезать вклинение так и не удалось, несмотря на то, что 8 танков из состава батальона прорвали оборону, но пехота не поддержала должным образом действия танкистов и они были вынуждены вернуться, потеряв при этом три машины. После операции танки батальона находились на обороне южного фланга коридора у Мясного Бора и полосы 52-й армии по Волхову.
В конце мая 1942 года войска противника активизировались, и перешли в новое наступление с целью окружения 2-й ударной армии. Оставшиеся к тому времени танки батальона в количестве 7 штук взаимодействовали с 65-й стрелковой дивизией и 19-й гвардейской стрелковой дивизией, отражая атаки близ Теремца-Курляндского. Атаки были отражены, но в батальоне к 2 июня 1942 года остался один танк. Оставшийся личный состав батальона очевидно в окружение не попал, коммуникации были перерезаны несколько западнее.
В течение оставшегося 1942 года находится в распоряжении 52-й армии.
10 декабря 1942 года обращён на формирование 32-го отдельного гвардейского тяжёлого танкового полка прорыва

## Подчинение
| Дата            | Фронт (округ)                                              | Армия      | Корпус | Бригада | Примечания |
| --------------- | ---------------------------------------------------------- | ---------- | ------ | ------- | ---------- |
| 01.04.1942 года | Волховский фронт                                           | 52-я армия | -      | -       | -          |
| 01.05.1942 года | Ленинградский фронт (Группа войск Волховского направления) | 52-я армия | -      | -       | -          |
| 01.06.1942 года | Ленинградский фронт (Волховская группа войск)              | 52-я армия | -      | -       | -          |
| 01.07.1942 года | Волховский фронт                                           | 52-я армия | -      | -       | -          |
| 01.08.1942 года | Волховский фронт                                           | 52-я армия | -      | -       | -          |
| 01.09.1942 года | Волховский фронт                                           | 52-я армия | -      | -       | -          |
| 01.10.1942 года | Волховский фронт                                           | 52-я армия | -      | -       | -          |
| 01.11.1942 года | Волховский фронт                                           | 52-я армия | -      | -       | -          |
| 01.12.1942 года | Волховский фронт                                           | 52-я армия | -      | -       | -          |